# Santa Maria de Arnoso
Santa Maria de Arnoso é uma localidade portuguesa do Município de Vila Nova de Famalicão que foi sede da extinta Freguesia de Santa Maria de Arnoso, freguesia que tinha 3,38 km² de área e 2 008 habitantes (2011), e, por isso, uma densidade populacional de 594,1 hab/km².
A Freguesia de Santa Maria de Arnoso foi extinta (agregada) em 2013, no âmbito de uma reforma administrativa nacional, tendo o seu território sido agregado ao das freguesias de Santa Eulália de Arnoso e de Sezures para formar uma nova freguesia denominada União das Freguesias de Arnoso (Santa Maria e Santa Eulália) e Sezures com sede em Santa Maria de Arnoso.

## População
| População da Freguesia de Arnoso (Santa Maria) | População da Freguesia de Arnoso (Santa Maria) | População da Freguesia de Arnoso (Santa Maria) | População da Freguesia de Arnoso (Santa Maria) | População da Freguesia de Arnoso (Santa Maria) | População da Freguesia de Arnoso (Santa Maria) | População da Freguesia de Arnoso (Santa Maria) | População da Freguesia de Arnoso (Santa Maria) | População da Freguesia de Arnoso (Santa Maria) | População da Freguesia de Arnoso (Santa Maria) | População da Freguesia de Arnoso (Santa Maria) | População da Freguesia de Arnoso (Santa Maria) | População da Freguesia de Arnoso (Santa Maria) | População da Freguesia de Arnoso (Santa Maria) | População da Freguesia de Arnoso (Santa Maria) |
| ---------------------------------------------- | ---------------------------------------------- | ---------------------------------------------- | ---------------------------------------------- | ---------------------------------------------- | ---------------------------------------------- | ---------------------------------------------- | ---------------------------------------------- | ---------------------------------------------- | ---------------------------------------------- | ---------------------------------------------- | ---------------------------------------------- | ---------------------------------------------- | ---------------------------------------------- | ---------------------------------------------- |
| 1864                                           | 1878                                           | 1890                                           | 1900                                           | 1911                                           | 1920                                           | 1930                                           | 1940                                           | 1950                                           | 1960                                           | 1970                                           | 1981                                           | 1991                                           | 2001                                           | 2011                                           |
| 747                                            | 763                                            | 751                                            | 796                                            | 870                                            | 858                                            | 663                                            | 1 007                                          | 1 068                                          | 1 202                                          | 1 212                                          | 1 417                                          | 1 617                                          | 1 824                                          | 2 008                                          |